# 新谷勝 (実業家)
新谷 勝（あらたに まさる、1924年 <大正13年> 4月1日 - 2006年 <平成18年> 8月3日）は、日本の経営者。東京証券取引所副理事長、日本証券業協会会長を歴任。位階は従四位。

## 来歴・人物
北海道出身。1947年に東京大学法学部を卒業し、同年に山一證券に入社し、取締役にも就任した。1968年11月に常務に就任し、1971年11月に専務を経て、1975年11月に副社長に就任し、1978年12月には内外証券社長に就任し、1988年12月には会長に退いた。1990年7月に東京証券取引所副理事長、1991年6月に日本証券決済社長、1993年7月に日本証券業協会会長、1994年6月に平和不動産社長、2000年6月に同社相談役を歴任した。
1994年11月に勲二等瑞宝章を受章。
2006年8月3日に肺炎のために死去。82歳没。死没日付をもって従四位に叙された。